# Roy Fox
Roy Fox (Denver, 25 oktober 1901 – Londen, 20 maart 1982) was een Amerikaanse orkestleider, die vooral in het Verenigd Koninkrijk succes had.

## Biografie

### Jonge jaren
Roy Fox groeide op in Hollywood. Op elfjarige leeftijd begon hij met het spelen van kornet. Op zijn 13e trad hij op in de Los Angeles Examiner's newsboys' band. Kort hierna mocht hij signaalhoorn spelen voor een studio van Cecil B. DeMille.
Fox’ eerste grote optreden kwam toen hij op 16-jarige leeftijd lid werd van Abe Lyman’s orkest in de Sunset Inn in Santa Monica. Hier speelde hij samen met Miff Mole, Gussie Miller, Henry Halstead en Gus Arnheim. Hij ontwikkelde al snel een vrij zachte manier van spelen, wat hem de bijnaam "The Whispering Cornetist" (de fluisterende kornettist) opleverde. 

### Carrière
In 1920 richtte Fox zijn eigen band op, waarmee hij in 1925 enkele nummers opnam. Datzelfde jaar trad hij voor de radio op met Art Hickmans orkest. Na een tijd in New York te hebben doorgebracht, keerden Fox en Arnheim terug naar Hollywood om te gaan werken in het Ambassador Hotel. Fox hield zich in deze periode ook bezig met filmsoundtracks.
In 1930 kreeg Fox een uitnodiging om in Londen te komen optreden. Op 29 september 1930 gaf hij zijn eerste optreden hier. Hij nam dat jaar muziek op voor de BBC. Toen zijn band het voorjaar erop terugkeerde naar de Verenigde Staten, bleef Fox achter en ging samenwerken met een nieuwe groep voor Decca Records.
In november 1931 werd Fox getroffen door pleuritis en moest naar Zwitserland voor herstel in een sanatorium. Dit kostte hem wel zijn contract. Bij terugkeer in Engeland richtte Fox daarom een nieuwe band op, vrijwel geheel bestaande uit nieuwe leden. Alleen zanger/trompettist Sid Buckman kende Fox reeds van zijn vorige band. Met deze band trad Fox onder andere op in België en Nederland. Tevens werkte Fox mee aan de films On the Air en Big Ben Calling in 1933-34, maakte opnames voor  HMV Group, en ging op tournee door Europa in 1938. Hierna werd hij weer door ziekte getroffen.

### Laatste jaren
Fox verhuisde na te zijn genezen naar Australië, waar hij het Jay Whidden Orchestra leidde. Tevens bezocht hij de Verenigde Staten nog een paar keer voor optredens met kleine groepen. In 1946 en 1947 was hij leider van een Brits orkest. Na 1952 ging hij met pensioen.
Fox stierf op 80-jarige leeftijd.
- Bibliothèque nationale de France: cb13894094z (data)
- Gemeinsame Normdatei: 140972323
- International Standard Name Identifier: 0000 0001 1977 7045
- Library of Congress Control Number: n82153057
- MusicBrainz: 7de758f8-71a0-455d-8977-4e7540e3895c
- Système universitaire de documentation: 156479761
- Virtual International Authority File: 10033190
- WorldCat: E39PBJyxj77tFcDpBrxQk6PRKd